# Joanna Baillie
Joanna Baillie (11 de septiembre de 1762-23 de febrero de 1851) fue una poeta y dramaturga escocesa. Baillie fue muy conocida durante su vida. Admirada tanto por su obra literaria como por sus exquisitas formas. Su casa de campo en Hampstead fue el centro de una sociedad literaria brillante. Falleció a la edad de 88 años.

## Biografía
Baillie nació en 1762. Su padre, el reverendo James Baillie (c.1722-1778), era un ministro presbiteriano y, durante los dos años anteriores a su muerte, profesor en la Universidad de Glasgow. Su madre, Dorothea Hunter (c.1721-1806), era hermana de los prestigiosos médicos y anatomistas, Guillermo y John Hunter. Los «Baillies» eran una vieja familia escocesa, y reclamaban entre sus antepasados al patriota escocés Sir William Wallace.
Joanna Baillie era la más joven de tres hijos. Tuvo una hermana gemela, pero esta moriría unas horas más tarde de su nacimiento. Baillie creció con una muy buena relación con su hermana, Agnes (1760-1861), y su hermano, Mateo Baillie (1761-1823), quien se convertiría en un médico famoso en Londres.

## Referencias

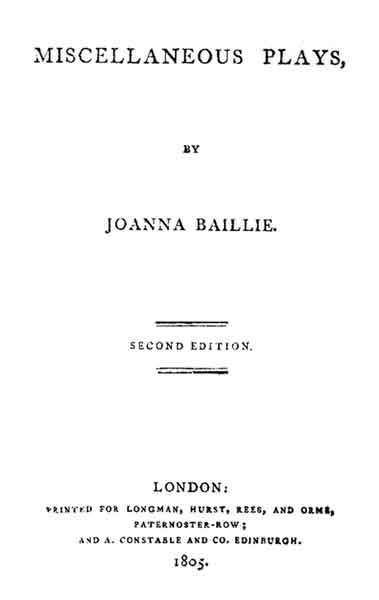
Obras de Joanna Baillie.

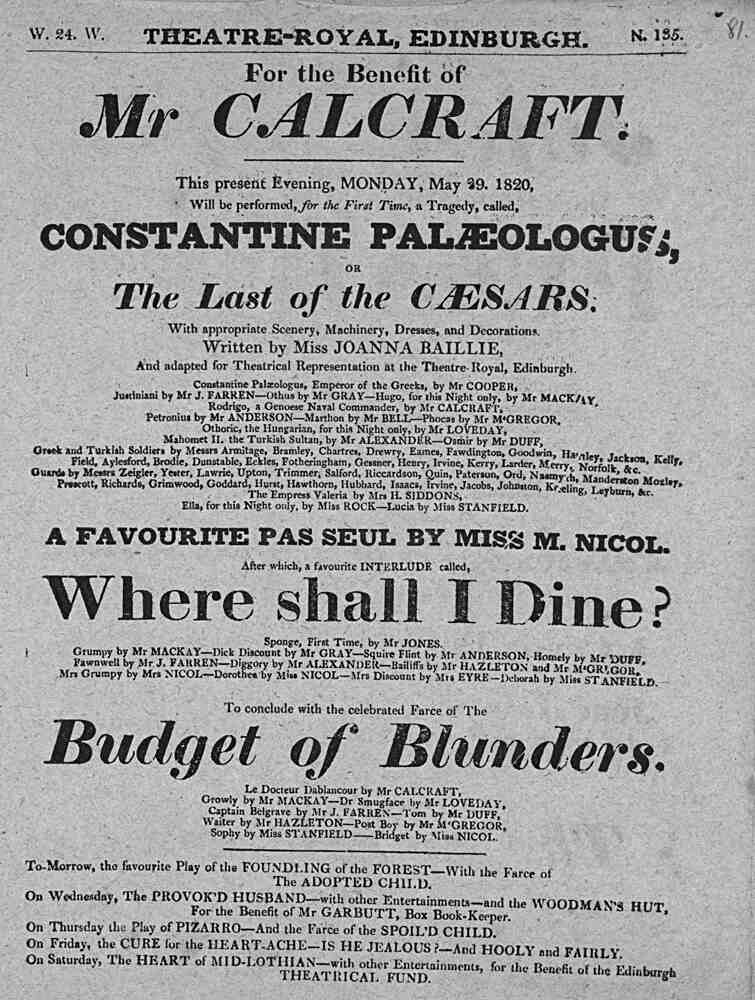
Anuncio de una representación de Joanna Baillie.